# Kennedy (Califòrnia)
Kennedy és una concentració de població designada pel cens dels Estats Units a l'estat de Califòrnia. Segons el cens del 2000 tenia 3.275 habitants.

## Demografia
Segons el cens del 2000, Kennedy tenia 3.275 habitants, 766 habitatges, i 627 famílies. La densitat de població era de 1.036,5 habitants/km².
Dels 766 habitatges en un 47,7% hi vivien nens de menys de 18 anys, en un 53,5% hi vivien parelles casades, en un 20,4% dones solteres, i en un 18,1% no eren unitats familiars. En el 12,9% dels habitatges hi vivien persones soles el 5% de les quals corresponia a persones de 65 anys o més que vivien soles. El nombre mitjà de persones vivint en cada habitatge era de 4,19 i el nombre mitjà de persones que vivien en cada família era de 4,56.
Per edats la població es repartia de la següent manera: un 38,1% tenia menys de 18 anys, un 11,5% entre 18 i 24, un 26,9% entre 25 i 44, un 16,2% de 45 a 60 i un 7,3% 65 anys o més.
L'edat mediana era de 25 anys. Per cada 100 dones de 18 o més anys hi havia 111,9 homes.
La renda mediana per habitatge era de 24.375 $ i la renda mediana per família de 27.083 $. Els homes tenien una renda mediana de 30.526 $ mentre que les dones 17.019 $. La renda per capita de la població era de 6.876 $. Entorn del 42,2% de les famílies i el 44,8% de la població estaven per davall del llindar de pobresa.

## Poblacions més properes
El següent diagrama mostra les poblacions més properes.